# Daniel Xuereb
Daniel Xuereb (* 22. června 1959, Gardanne, Francie) je bývalý francouzský fotbalista maltského původu.

## Fotbalová kariéra
Je držitelem zlaté medaile z olympijského turnaje v Los Angeles, kde byl s pěti brankami jedním ze tří nejlepších střelců. Skóroval i ve finálovém zápase proti Brazílii. Byl nominován na mistrovství světa ve fotbale 1986, kde ale nastoupil pouze na poslední půlhodinu semifinálového zápasu se západním Německem. 22. října 1988 vstřelil v Nikósii v kvalifikačním zápase na mistrovství světa ve fotbale 1990 proti Kypru (1:1) svůj jediný gól za reprezentační A-tým. V dresu Olympique de Marseille získal v roce 1992 francouzský titul. Po ukončení kariéry působil jako trenér v AS Aix-en-Provence.